# Lucien Acou
Lucien Acou   (Vinkem, 28 de març de 1921 - Jette, 15 de febrer de 2016) fou un ciclista belga, que competí en el ciclisme en pista.
Era sogre d'Eddy Merckx i l'avi d'Axel Merckx.

## Palmarès
- 1952
  - 1r als Sis dies de Brussel·les (amb Achiel Bruneel)
- 1954
  - 1r als Sis dies de Dortmund (amb Achiel Bruneel)